# Cambarus johni
Cambarus johni е вид десетоного от семейство Cambaridae. Видът не е застрашен от изчезване.

## Разпространение и местообитание
Разпространен е в САЩ (Северна Каролина).
Обитава сладководни басейни, реки и потоци.